# Casa colectiva Valentín Alsina
La casa colectiva Valentín Alsina es un edificio residencial que se encuentra frente al Parque de los Patricios, en la ciudad de Buenos Aires, Argentina. Es el primer proyecto encarado por la Comisión Nacional de Casas Baratas (CNCB), creada por la Ley Nacional n.º 9677 de Casas Baratas (1915), una iniciativa del diputado cordobés Juan F. Cafferata. Durante esta primera etapa el presidente de la CNCB fue el futuro presidente Marcelo Torcuato de Alvear.

## Descripción

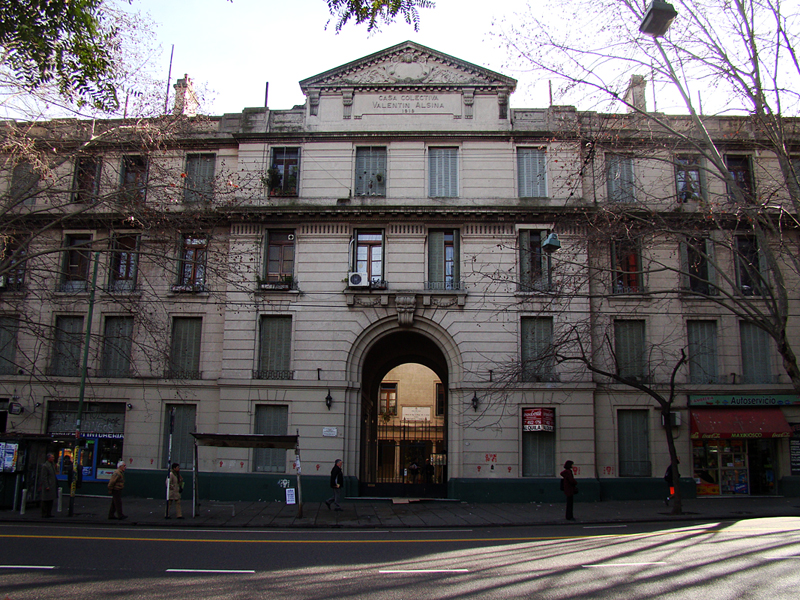
Vista de la fachada y entrada

El Valentín Alsina es un edificio de planta baja y 3 pisos, con dos patios internos de planta rectangular, a los cuales dan galerías en cada piso superior, adonde dan las puertas de los distintos departamentos, que suman 70 unidades de vivienda de 2, 3 y 4 ambientes. El edificio no posee ningún ascensor, y el acceso a las plantas altas es por escaleras. 
La entrada principal es por la Avenida Caseros, y da directamente al primer patio. A sus costados se encuentran diversos locales comerciales. En la fachada se encuentra una placa colocada por la Legislatura de la Ciudad de Buenos Aires indicando que el 20 de septiembre de 2007 la Casa Colectiva Valentín Alsina fue declarada sitio de interés cultural, testimonio vivo de la memoria ciudadana.
El edificio posee un perímetro libre con respecto a las otras construcciones de la manzana, y en un terreno contiguo fue levantada en 1939 por la misma CNCB la Casa Colectiva Patricios.

## Historia

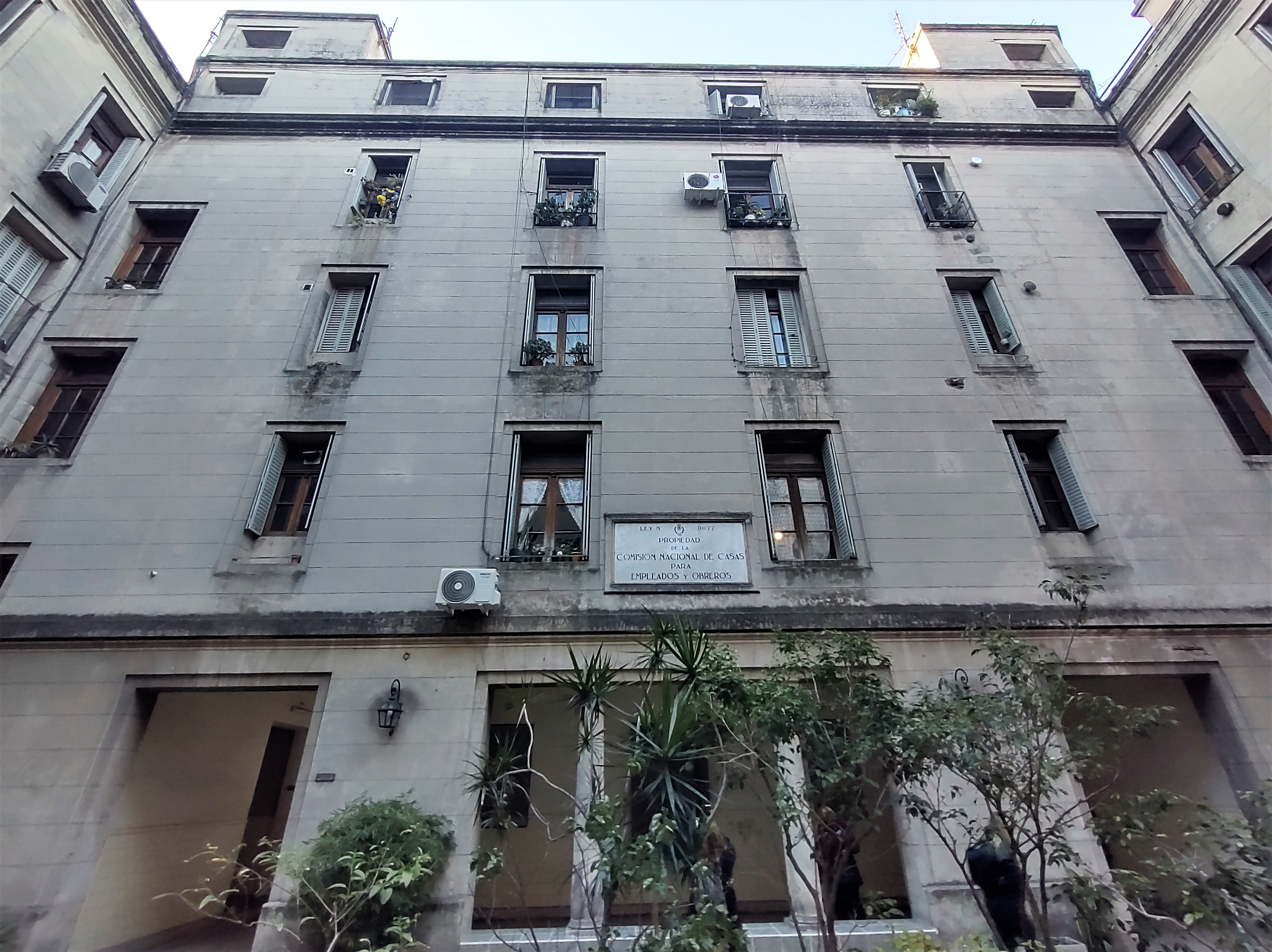
Patio interior.

Originalmente los departamentos fueron alquilados por obreros a la CNCB, pero con la disolución de ésta en 1944, los inquilinos tuvieron la posibilidad de adquirir el contrato de propiedad de sus viviendas.
El 25 de septiembre de 2008 la casa fue catalogada como patrimonio arquitectónico e histórico de Buenos Aires, con nivel de protección estructural, mediante ley n.º 2857 de la ciudad de Buenos Aires.